# SpaceX Crew-5
SpaceX Crew-5 var uppdragsbeteckningen för en bemannad rymdfärd med en Dragon 2-rymdfarkost från SpaceX. Farkosten sköts upp med en Falcon 9-raket från Kennedy Space Center LC-39A den 5 oktober 2022. Flygningens destination var den Internationella rymdstationen (ISS).
Farkosten dockade med rymdstationen den 6 oktober 2022.
Farkosten lämnade rymdstationen den 11 mars 2023, några timmar senare återinträdde den i jordens atmosfär och landade i Mexikanska golfen.
Anna Kikina blev den första ryska kosmonauten att färdas med en Dragon 2-rymdfarkost.

## Besättning
| Befälhavare    | Nicole Aunapu Mann, NASA Hennes första rymdfärd |
| Pilot          | Josh A. Cassada, NASA Hans första rymdfärd      |
| Flygingenjör 1 | Koichi Wakata, NASA Hans fjärde rymdfärd        |
| Flygingenjör 2 | Anna Kikina, RSA Hennes första rymdfärd         |

## Francisco Rubio
Efter att kylsystemet på Sojuz MS-22 skadats den 15 december 2022 förbereddes Dragon2-farkosten för att i en nödsituation även kunna återföra Francisco Rubio till jorden. Efter att Sojuz MS-23 anlänt till stationen kunde farkosten återställas för fyra personer.